# 欧阳晓晖
欧阳晓晖（1961年1月—），男，汉族，江西南昌人，中华人民共和国政治人物，现任内蒙古自治区政协副主席，曾任内蒙古自治区人民政府副主席，内蒙古自治区卫生和计划生育委员会主任、党组书记。